# Sakoli Belt

Geographie des Indischen Subkontinents

Der Sakoli Belt ist ein orogener Gürtel (Orogenic Belt) im indischen Subkontinent. Dieser Gürtel erstreckt sich im östlichen Bereich des indischen Bundesstaat Maharashtra etwa zwischen den Städten Nagpur im Westen, Gondia im Osten und Gadchiroli im Süden. und Er hat eine annähernd dreieckige Form mit einer Länge von ca. 110 Kilometer (km) und einer Breite von ca. 100 km.
Geologisch gesehen befindet sich der Gürtel am südlichen Rand der Central India Tectonic Zone (CITZ) zwischen der Central Indian Suture Zone und dem nördlichen Rand des Bastar-Kratons. Die CITZ durchzieht den indischen Subkontinent mit einer Länge von ca. 2000 km und einer Breite von ca. 400 km in quasi westöstlicher Richtung, beginnend am Arabischen Meer im Westen bis zum Shillong Plateau im Osten. Entstanden ist sie infolge der Kollision des North Indian Block mit den South Indian Block. Ersterer bestand aus dem Aravalli-Kraton und dem Bundelkhand-Kraton, während letzterer den Dharwar-Kraton, Bastar-Kraton und Singhbhum-Kraton umfasste. Zeitlich kann die Kollisionsphase der Formierung des Superkontinents Columbia zugeordnet werden, die ab ca. 2100 mya begann.

## Regionale Geologie
Das Grundgebirge  (Amgaon Gneissic Complex) besteht vorwiegend aus Migmatiten, granitischen Orthogneisen, Amphiboliten, Trondhjemiten und geringfügigen Anteilen von Tonaliten. Sie entwickelten sich aus Magmen eines Mantelreservoirs, das aus unteren bis mittleren Erdkrusteebenen ansammelte, und zwischen 3396 und 2549 mya datiert. Zirkone in auskristallisierten Gesteinen haben ein Altersspektrum zwischen 2432 und 2378 mya. Weiterhin hatten sich pelitische bis psammitische Paragneise, verschiedenartige kristalline Schiefer, Kalksilikatgneise, Marmore und Quarzite gebildet.
Auf dem Grundgebirge entwickelte sich eine suprakrustale Gesteinssequenz (Sakoli Group). Sie bildet eine etwa 6000 Meter mächtige Abfolge, bestehend im Wesentlichen aus Konglomeraten, Quarziten, gebänderten Eisenformationen (BIF), Arkosen, Phylliten, Peliten, Cherts und Tonschiefern. In mittleren und oberen Formationen der Sakoli Group dominieren basische Basalte und felsische Vulkanite mit Rhyolithen und Rhyodaziten sowie Tuffen. Die Basalte haben tholeiitische Signatur. Sie bildeten sich aus ähnlichen Mantelschmelzen. Die Magmen der basischen Schmelzen datieren zwischen 2275 und 2000 mya, die der felsischen zwischen 2777 und 2426 mya. Die sich daraus gebildeten Magmatite traten zwischen 1675 und 761 mya zu Tage. Diese Daten bilden den zeitlichen Rahmen der suprakrustale Gesteinssequenz. In zentralen und südwestlichen Bereichen entstanden verschiedene Erzlagerstätte, insbesondere mit bedeutenden Gold-, Kupfer- und Wolfram-Vorkommen.
Die Sakoli Group entwickelte sich möglicherweise an einem kontinentalen Schelfrand oder in einem kontinentalen Grabenbruch. Sie wurde niedrig- bis mittelgradig metamorph überprägt. Sowohl das Grundgebirge als auch die suprakrustale Sequenz wurden entlang der Ränder hochgradig deformiert, an denen die östlichen und westlichen marginalen Scherzonen entstanden. Die Deformationsereignisse im Sakoli Belt setzen sich zusammen aus Bildungen von Falten und kristallinen Schiefern, die alle mit metamorpher Rekristallisation einher gingen. Mehrere radiometrische Altersangaben um
1300 bis 1200 mya repräsentieren eine Hauptphase der tektono-thermischen Ereignisses des Sakoli Belts, während ältere Datierungen von mehr als 2000 mya bis 1500 mya auf Überarbeitungen von Grundgebirgsgneisen zurückzuführen sind.